# Bisdom Møre

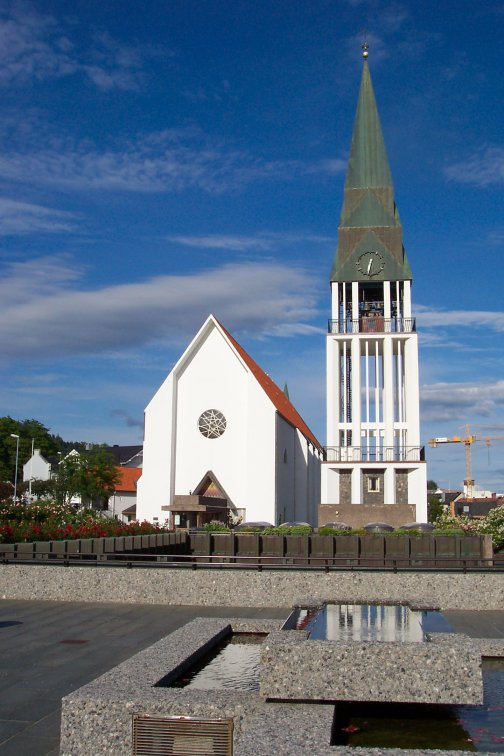
Domkerk van Molde

Het bisdom Møre is een bisdom in de Kerk van Noorwegen. Het werd gevormd in 1983 uit een deel van het bisdom Bjørgvin (de streek Sunnmøre) en een deel van het bisdom Nidaros, de streken Nordmøre en Romsdal. Kathedraal van het bisdom is de Domkerk van Molde. Het gebied van het bisdom komt overeen met het gebied van fylke Møre og Romsdal.
Het bisdom is verdeeld in zeven prosti. De bisschopszetel wordt sinds 2008 bezet door Ingeborg Midttømme.